# Macks Ølbryggeri
Macks Ølbryggeri (vollständig: AS L. Macks ølbryggeri og mineralvannsfabrikk) ist eine Brauerei in Tromsø (Norwegen). Sie wurde 1877 von Ludwig Markus Mack (1842 in Tromsø – 1915 ebenda) gegründet.

## Geschichte
Ludwig Mack war ein Sohn von Georg Andreas Ludwig Mack (* 22. Februar 1805 in Braunschweig; † 18. Mai 1878 in Tromsø) einem Bäcker aus Braunschweig, der auf Wanderschaft nach Tromsø kam und dort blieb und eine Norwegerin heiratete. Ludwig Mack fiel auf, dass es keine Brauerei gab, da die meisten ihr Bier zu Hause herstellten. Daher beschloss er, eine Brauerei zu gründen. Da zur damaligen Zeit der Alkoholismus ein großes Problem darstellte (die Alkoholsteuer gab es noch nicht), wollte er, dass die Leute lieber sein niedrigprozentiges Bier anstatt Wein oder Schnaps tranken.
- 1877 – Firmengründung
- 17. Mai 1878 – Verkauf des ersten Bieres
- 1894 – zusätzliche Herstellung von Limonade und Mineralwasser
- 1919–1922 – Modernisierung der Brauerei / Umstellung von Dampfmaschinen auf Elektrizität
- 9. April 1939 – Brand, welcher die Flaschenabfüllung zerstört
- 1955 – neuer Gär- und Lagerkeller aus Beton (ersetzt die alten 12 Gärtanks mit einem Fassungsvermögen von je 2.500 l)
- 1963 – Werkserweiterung und Modernisierung
- 1990 – Werkserweiterung und Modernisierung
- 2012 – Umzug der Brauerei in das 55 km entfernt gelegene Nordkjosbotn

## Nördlichste Brauerei der Welt
Mack Øl bezeichnet sich als „nördlichste Brauerei der Welt“ (verdens nordligste bryggeri). Als solche wurde sie am 10. Dezember 2000 vorübergehend von der kleinen Brauerei Nordkapp Mikrobryggeri aus Honningsvåg abgelöst. Diese nannte ihr erstes Bier Sårry Makk (klingt im Norwegischen wie: Sorry Mack). Nach der Schließung der Nordkapp Mikrobryggeri wurde Macks Ølbryggeri vorübergehend wieder zur nördlichsten Brauerei der Welt. Nach Umzug von Macks Produktionsstätte nach Nordkjosbotn im Jahre 2012 ging dieser Titel jedoch an die Brauerei im Hotel Icefjiord in Ilulissat in Grönland verloren, die etwa 50 m weiter nördlich lag. Zwischenzeitlich hat auch das Hotel Icefjiord den Brauereibetrieb eingestellt, und die Anlagen wurden von Brewery Immiaq (ebenfalls in Ilulissat) übernommen, die von 2013 bis 2015 den Titel der nördlichsten Brauerei der Welt hielt. 2015 führte eine Gesetzesänderung zur Eröffnung der Svalbard Bryggeri in Longyearbyen auf 78° nördlicher Breite, die seitdem den Titel führt.

## Markt
Aufgrund der hohen Alkoholsteuer produziert Mack Øl fast ausschließlich für den heimischen Markt. Es wird lediglich noch in die anderen skandinavischen Länder exportiert.

## Ølhallen
An die Brauerei ist die Ølhallen, der nördlichste Bierkeller der Welt, angeschlossen. Sie öffnet bereits am Vormittag zum Bierausschank, was in Norwegen einmalig ist. Von Anfang an galt sie als Treffpunkt für Walfänger und Polarforscher und ist inzwischen ein beliebtes Ziel für Touristen.
Für Interessierte werden auch Führungen durch die Brauerei sowie Verkostungen angeboten.

## Zutaten
Die Biere werden bis heute nach dem deutschen Reinheitsgebot und nach Pilsner Art gebraut.
Die Zutaten kommen aus:
- Wasser – norwegisches Fjellwasser von Ringvassøya
- Malz – aus Süd-Finnland
- Hopfen – aus Bayern und Tschechien
- Spezial-Gärkulturen – aus Dänemark

## Biersorten
- Mack Freeze – glutenfreies, alkoholfreies Bier
- Mack Freeze Premium – dunkles, alkoholfreies Bier
- Mack pilsner – ein Pilsner mit einem vollmundigen Geschmack
- Mack Haakon – ein starkes Lagerbier, das zahlreiche Preise gewonnen hat
- Arctic Beer – etwas leichter als das Mack Pilsner
- Mack 1877
- Mack Bayer
- Mack Fatøl
- Mack Nordlys
- Mack Midnattsol
- Mack Sommerøl
- Mack Isbjørn
- Mack Isbjørn lite
- Mack Isbjørn Boks 0,5 – leichtes Pilsner
- Mack Brown Ale – 4,5 % & 6,5 %
- Mack Porter – 4,5 % & 6,5 %
- Mack Hefe Weissbier – 4,5 % & 6,5 %
- Mack Witbier – belgisches Weizenbier – 4,5 % & 6,5 %
- Mack IPA – India Pale Ale – 4,5 % & 6,5 %
- Mack Gull (Gold) – Starkbier – 6,5 %
- Mack Bokøl – dunkles Starkbier – 6,5 %

## Softdrinks
- Mack Brus mit Zitronengeschmack
- Mack Grapesoda
- Mack Julebrus
- Rødebillys Rødbrus
- Fruktsjimpanse
- Bad Limes

## Cider und Eistee
- Mack Cider Erdbeere & Limette
- Mack Cider Pfirsich & Himbeere
- Mack Cider Kaktus & Limette
- Mack Cider Birne
- Ice Tea Limette 4,5 %
- Ice Tea Pfirsich 4,5 %

## Wasser
- Arctic Water Sparkling
- Arctic Water Still
- Arctic Water Apfel
- Arctic Water Limette
- Arctic Water Himbeere
- Arctic Water Juice Zitrone
- Arctic Water Juice Birne